# Кворум
Кворум представља најмањи број чланова једне организације чије је присуство на сједници потребно за правоснажно доношење одлука.

## Конституисање кворума
Број чланова тијела потребних да кворум буде конституисан зависи од природе тог тијела и јасно и прецизно је дефинисан у актима тог тијела (на примјер: устав, пословник, статут итд.). Кворум, такође, може бити прописан законом.
Кворум је најчешће дефинисан као већина чланова датог тијела — и то, или проста већина (50% гласова + 1 глас) или као двотрећинска већина (⅔ гласова). Ово не мора увијек овако да буде. Могуће је да организација или тијело у својим актима дефинише и кворум који је мањи или већи од наведеног.

## Кворум у институцијама власти Босне и Херцеговине

### Представнички дом Парламентарне скупштине БиХ
Представнички дом Парламентарне скупштине Босне и Херцеговине броји 42 представника/заступника. Кворум у овом тијелу дефинисан је као проста већина, што износи 50% + 1 глас, тј. 22 од 42 представника.

### Дом народа Парламентарне скупштине БиХ
Дом народа Парламентарне скупштине Босне и Херцеговине броји по пет чланова из реда све три конститутивна народа у Босни и Херцеговини, тј. укупно 15 чланова. Кворум у Дому народа дефинисан је као двотрећинска већина, при чему она важи за сваки од три конститутивна народа, тј. по три члана из реда сваког од три конститутивна народа.